# 固蛇
固蛇（通稱「史內克」（Snake），又譯「固體蛇」或「索利德·史內克」），是系列作另一位主角裸蛇「Big Boss」的複製人，因故身體急速老化後改用「Old Snake」代號，是一位由科樂美的小島秀夫創作的電子遊戲潛龍諜影系列中的虛構人物，同時也是大部分作品的主角。本名大衛（David），姓氏不詳。由大塚明夫擔任人物的日語聲優，而英語聲優則是身為演員和編劇家的大衛·海特。4代時的動態捕捉演員為岡本良史。
初登場時，史內克是一名隸屬於FOXHOUND部隊的間諜、僱傭兵和特種行動士兵，並由玩家控制，需透過經由無線電中的指揮人員和專家來單獨行動。後來在遊戲中提到他還是孩子時就身在戰場（和綠扁帽潛入伊拉克）。海報造型是按中的凱爾·瑞斯（Kyle Reese）設計的。
史內克這個角色已經受評論家的好評，且被評為遊戲史上最受好評的角色之一。但是在《潛龍諜影4 愛國者之槍》中的老態則引起了各種各樣的反響。

## 人物
在他出場亮相時，史內克的視覺外觀是引用流行的演員。据考证是以約翰·卡本特的漫画《Snake Plissken Chronicles》的主角大蛇·普利斯金（该漫画曾改编成两部电影，及），以及《第一滴血》的主角为原型（三代中的主角史內克也就是Big Boss也参考此二人）。這樣的設計顯示了他作為一個棕色頭髮、身穿深色西裝的成年男人。這個外觀仍大多是一致的整個後續地分支，有因他的年齡推進而改變。《潛龍諜影2 自由之子》中，他化名為Iroquios Pliskin偽裝成隸屬於海豹部隊的海軍中尉。在《潛龍諜影4》中他經歷了一個明顯、急劇的變化，他的加速老化讓他看起來更接近老人。儘管如此，他仍然穿著他的西裝執行任務或不同的偽裝，看起來像其他的角色或年輕的自我。
本名David，是愛國者藉由拿取Big Boss五十五歲時的基因，以上了年紀的Eva身體作為代孕，透過人工創造最強士兵計畫「恐怖之子計畫（／Les Enfants Terribles）」所製造出來的複製人，因此身體細胞急速老化。智商達180，精通六種語言，包括英語和法語。他大多數的生活都在戰場上。前FOXHOUND成員，曾參與並解決「世外桃源反叛事件」（Outer Heaven Uprising）及「贊給巴爾之亂」（Zanzibar Land Disturbance），在兩次事變中摧毁了Metal Gear及Big Boss的野心而拯救世界，得到「傳說中的傭兵」這稱號。退伍後在阿拉斯加隠居，之後因「暗影摩西島事件」（Shadow Moses Incident）而被迫再次參與任務。事件後，加入了反Metal Gear組織「Philanthropy」（博愛），在世界各地參與反Metal Gear運動。作為一個剛強的老將，他將自己的情感埋得很深。每次任務都有不同的動機。他被認為是一個孤獨的人。他表示嚮往軍隊和國家就是自己的一部分。隨著這些特質，他有一個更人性化的一面，即会调侃和奉承女性和犧牲自我。用堅定的信念，即使在戰場上展現出友誼、愛，仍可大顯身手，且暴力不值得光榮。不過史內克的暴力知覺似乎是被否定的，作為他的敵人或夥伴至少有一人稱，說實話，他喜歡殺人，並標記他比他殺掉的人更邪惡。
最后在Otacon、Sunny、Eva和奧塞羅特（Ocelot）的帮助下摧毁爱国者组织，然后和Otacon一起退隐，享受余生。
老菸槍，在《愛國者之槍》中還會用攜帶式的煙灰缸。外表冷酷沉著，但其實挺喜歡女性，在作戰中有時還會挑逗女性。
在屬於FOXHOUND的時代中，就是空降部隊、水肺潛水和攀岩專家，此外還會近距離戰鬥術（CQC）。武器方面大多使用槍械類為主。
從《火線獵殺：野境》中的特別任務 [守護者]中，得知他已經退休。

## 外部連結
- Solid Snake - The Metal Gear Wiki（页面存档备份，存于）